# 1975년 하계 스페셜 올림픽
제4회 하계 스페셜 올림픽 세계 대회는 1975년 8월 8일부터 8월 13일까지 미국 미시간주 마운트플레전트에서 열린 스페셜 올림픽이다.